# Julia Wissert

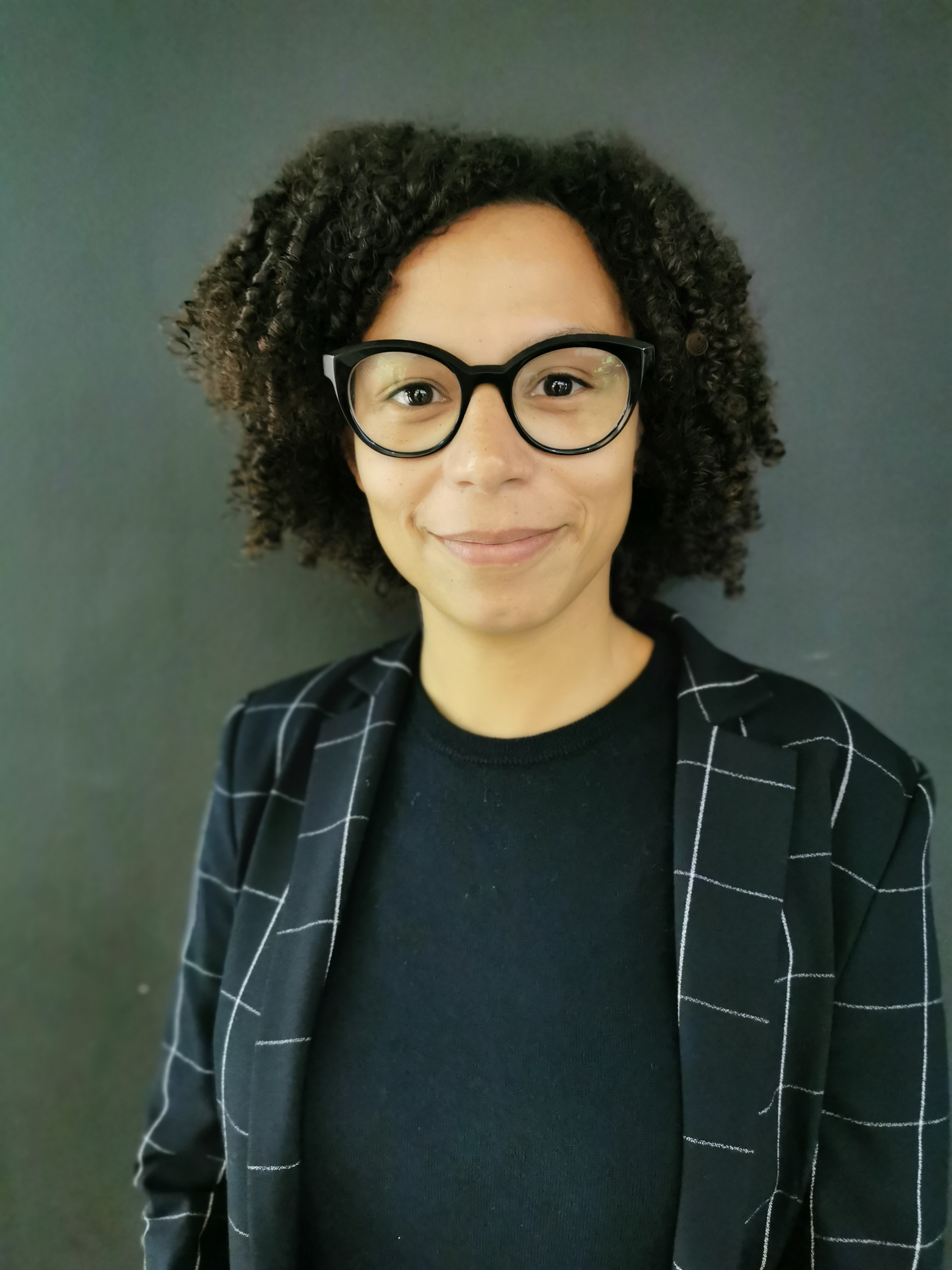
Julia Wissert (2021)

Julia Wissert (* 1984 in Freiburg im Breisgau) ist eine deutsche Regisseurin und Intendantin, die in den Bereichen Theater, Musiktheater und Film arbeitet. Seit der Spielzeit 2020/21 ist sie Intendantin des Schauspiels Dortmund.

## Leben
Julia Wissert wurde in Freiburg im Breisgau geboren und wuchs am Kaiserstuhl auf. Sie ist die älteste von vier Töchtern. Nach dem Abitur lebte Wissert länger in Sydney, London und Salzburg, wo sie sowohl auf als auch hinter der Bühne arbeitete. Nach ihrem Bachelorstudium der Media Arts und Drama an der University of Surrey in London gründete sie das Physical Theater Kollektiv, Los Banditos Perditos.
Der Fokus ihrer Arbeit in London lag in den Bereichen Performance und ortsspezifischen Interventionen.

## Arbeit
Julia Wissert assistierte am Theater Freiburg, Theater Basel und am Staatstheater Oldenburg. Während ihrer Regieassistenz in Oldenburg brachte sie erste Stückentwicklungen wie Café D’Amour und Bagdad Burning sowie ihre ersten Inszenierungen (Haram von Ad de Bont) auf die Bühne.
Ihre performativen Ansätze aus London verbanden sich durch ein verstärktes Interesse an Texten zu einer eigenen interdisziplinären Form zwischen Sparten und Genres. Bereits in Oldenburg bewegten sich ihre Bühnenarbeiten an den Grenzen von Musiktheater, Theater und Audioinstallationen.
2011 absolvierte Julia Wissert ein Regiestudium am Mozarteum Salzburg bei Amélie Niermeyer. In dieser Zeit inszenierte sie Nora von Henrik Ibsen und gewann den Publikumspreis des Körber Studios Junge Regie in Hamburg. Sie inszenierte Opern wie Kaiser von Atlantis und La voix humaine oder das Expertentheater, Salzburger Totentanz, ein Abend über das Leben mit dem Sterben. Für diese Inszenierung erhielt sie den Preis der Stadt Salzburg.
2014 erhielt sie den Kurt-Hübner-Regiepreis für ihre Inszenierung von Der Junge vor der Tür (Hessisches Staatstheater Wiesbaden).
Seit 2015 arbeitet Wissert als freie Regisseurin. Sie inszenierte neben vielen anderen Häusern am Maxim Gorki Theater, am Nationaltheater Brno, am Staatstheater Oldenburg und am Schauspielhaus Bochum. Für ihre Arbeit 2069 am Schauspielhaus Bochum wurde sie für den Jugendtheaterpreis des Heidelberger Stückemarkts nominiert.
Julia Wisserts Inszenierungen stellen Fragen nach der Autonomie und Ermächtigung in einer Gesellschaft, die als System wahrgenommen wird. Sie bedient sich der Utopieidee von José Esteban Muñoz, die beschreibt, dass gehandelt wird, als ob die Utopie bereits existiere.
2019 erarbeitete sie im Rahmen des Stückemarkts beim Berliner Theatertreffen das Stück Vantablack von Nazareth Hassan. Zudem entwickelte sie die partizipative Reihe Die Universen (Cumberland) am Staatstheater Hannover, im Rahmen derer sie auch als Regisseurin inszenierte.
Seit der Spielzeit 2020/21 ist sie Intendantin des Schauspiels Dortmund. Im September 2023 wurde ihr Vertrag mit Zustimmung des Stadtrats bis 2030 verlängert. In den ersten Jahren ihrer Intendanz gab es sowohl an ihrer Programmgestaltung und an ihrem Kommunikations- und Führungsstil als auch an der mangelnden Auslastung des Theaters in Dortmund Kritik.
Wissert verfasste Texte zu den Themen des strukturellen Rassismus im Theater, u. a. ihre Diplomarbeit: Schwarz.Macht.Weiß: eine künstlerische Recherche zu strukturellem Rassismus auf deutschsprachigen Bühnen (2014). 2017 entwickelten die Anwältin Sonja Laaser und Julia Wissert die Anti-Rassismus-Klausel. Die Klausel ist ein vertraglicher Zusatz für Werkverträge, durch den Leitungen von Kulturinstitutionen verbindlich zusagen, sich im Falle von diskriminierendem Verhalten gegenüber dem Künstler um eine schnelle Aufklärung ohne Bestrafung zu bemühen.

## Werke (Auswahl)
- Nora (2012) – Mozarteum Salzburg
- Kaiser von Atlantis/Mahagonny (2013) – Mozarteum Salzburg
- Salzburger Totentanz (2013) – Mozarteum Salzburg
- no formation (2014) – ARGEkultur Salzburg
- Junge in der Tür (2014) – Hessisches Staatstheater Wiesbaden
- Flucht, die mich bedingt (2015) – Maxim Gorki Theater
- Nero (2016) – Theater Trier/Stadtmuseum Simeonstift Trier
- La voix humaine/Trouble in Tahiti – Staatstheater Oldenburg
- Owela (2017/19) – Nationaltheater Windhoek/Ruhrfestspiele Recklinghausen
- Die Odyssee (2018) – Nationaltheater Brno
- 2069 (2018/19) Schauspielhaus Bochum
- Zula Money (2019) – Ruhrfestspiele Recklinghausen
- Vantablack (2019) Stückemarkt Theatertreffen
- Die Universen (2019/20) Staatstheater Hannover
- 2170 – Was wird die Stadt gewesen sein, in der wir leben werden? (2020) – Schauspiel Dortmund/Theater Dortmund

## Hörspiele (Auswahl)
- 2014: Heinrich von Kleist: Frauen Geschichten: Radio Penthesilea. Frei nach Motiven aus Heinrich von Kleists Drama Penthesilea – Produktion, Bearbeitung und Regie: Julia Wissert; Katrin Herm; Peter Blum; David Schnaegelberger; Klaus Buhlert (Hörspielbearbeitung – SWR/Mozarteum Salzburg)

## Auszeichnungen
- 2012: Publikumspreis Körber Studio Junge Regie für Nora
- 2013: Preis der Stadt Salzburg für Salzburger Totentanz
- 2014: Kurt-Hübner-Regiepreis für Der Junge vor der Tür
- 2020: Nominierung für den Jugendstückepreis Heidelberger Stückemarkt (bedingt durch Corona wurde der Preis unter den Nominierten aufgeteilt)